# Pješačka zona
Pješačka zona je uređena prometna površina u prvom redu namijenjena za kretanje pješaka, u kojoj nije dozvoljeno kretanje motornih vozila, osim vozila s posebnom dozvolom.